# Archilobesia
Archilobesia is een geslacht van vlinders van de familie bladrollers (Tortricidae), uit de onderfamilie Olethreutinae.

## Soorten
- A. chresta Diakonoff, 1973
- A. drymoptila (Lower, 1920)
- A. formosana Diakonoff, 1973